# 윌리엄 청
윌리엄 청(張卓慶, 1940년 10월 10일 ~ )은 홍콩의 무술가이자 해외에서는 윌리엄 청으로 알려졌다.

## 생애

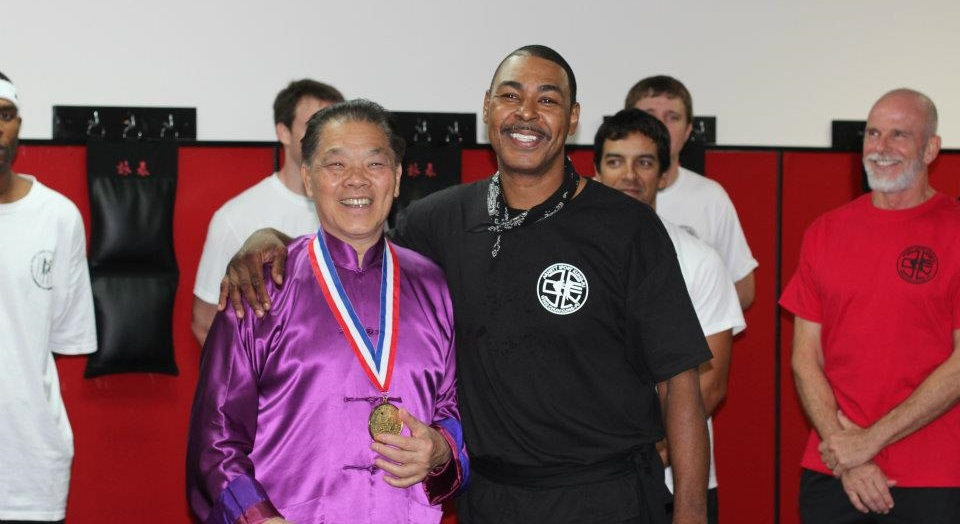
왼쪽의 윌리엄 (2011년)

장탁경은 홍콩에서 그는 1940년에 출생했으며 고등학교를 마치고 호주국립대학교에서 경제학위를 습득했다. 엽문의 홍콩 제자로 현재 정통 영춘권(TWC)의 계승자로 세계 영춘권 협회(World Wing Chun Kung Fu Association)에 등록되어 있다. 그는 빅토리아 중국 한의학 협회에서 한의학 박사과정을 마쳤으며 현재 호주 중국 전통 정형외과 협회의 회원으로 등록되어 있다. 그는 또한 중국 불산 스포츠 대학에 초빙 교수로 초대되기도 하였으며 중국 북경 중국 의대의 연구 교수로 활동하기도 했다. 1951년 그의 나이 10살에 엽문에게서 진화순식 변형된 영춘권을 배우기 시작했다. 3년 반(1951년-1954년)동안 진화순식 변형된 영춘권을 배운 뒤, 엽문의 자가에서 거주하며 직계에게로만 전승되는 정통 영춘권을 4년 동안(1954년-1958년)의 훈련을 통해 사사받았다.
장탁경은 이소룡의 절친한 친구이자 엽문에게 이소룡을 소개한 장본인으로 알려져 있다. 이소룡의 모(母)가 영국계 혼혈이라는 이유로 영춘권을 배울 수 없게 되자, 엽문의 지시로 장탁경이 이소룡에게 영춘권을 가르치게 되기도 하였다.

## 정통 영춘권 계보, The Family Tree of TWC
그는 현재 호주에 정통 영춘권 본부를 두고 있으며 미국과 독일, 유럽에 각 지부를 두고 있다. 정통 영춘권은 발 자세와 손의 위치가 진화순식 변형된 영춘권과 다르다. 장탁경 노사는 현재까지 오직 두 명의 제자에게 수제자(Closed Door Student)의 영광을 주었다. 이들은 미국에 본부를 둔 Master Keith Mazza와 Master Phillip Redmond이며 정통 영춘권의 완벽한 계승자이다. 다음의 엽문의 정통 영춘권 계보를 통해서 어떻게 엽문에게서 영춘권이 보급 되고 있는지를 알 수 있다.
- 정통 영춘권 가계 계보 보관됨 2016-03-04 - 웨이백 머신

## 저서
- Cheung, William (1983). 《Wing Chun Bil Jee, the Deadly Art of Thrusting Fingers》. Unique Publications. 160쪽. ISBN 978-0-86568-045-6.
- Cheung, William (1986). Kung Fu: Butterfly Swords. Ohara Publications Inc. pp.223. ISBN 0-89750-125-X
- Cheung, William; Mike Lee (1986). 《How to Develop Chi Power》. Black Belt Communications. 192쪽. ISBN 978-0-89750-110-1.
- Cheung, William; Mike Lee (1989). 《Kung Fu Dragon Pole》. Black Belt Communications. 128쪽. ISBN 978-0-89750-107-1.
- Cheung, William; Mike Lee (1988). 《Advanced Wing Chun》. Black Belt Communications. 256쪽. ISBN 978-0-89750-118-7.
- Cheung, William; Ted Wong (1990). 《Wing Chun Kung Fu/Jeet Kune Do: a Comparison Volume 1》. Black Belt Communications. 192쪽. ISBN 978-0-89750-124-8.
- Cheung, William (1989). My Life with Wing Chun (second edition). pp.192.
- Cheung, William (2007). Wing Chun: Advanced Training and Applications. Black Belt Communications LLC. pp.175. ISBN-10: 0-89750-157-8. ISBN-13: 978-0-89750-157-6.
- Cheung, William (2005). City of Dragons: Ah Hing - The Dragon Warrior. Healthworld Enterprises Pty. Ltd. pp.118.
- Cheung, William (1994). CMT: Cheung's Meridian Therapy. Cheung's Better Life. pp. 388.

장탁경은 정통 영춘권 보급을 위해 다음과 같이 많은 비디오를 제작했다: The Wing Chun Way, Tao of Wing Chun, My Life with Wing Chun, Wing Chun – Advanced Training and Applications, City of Dragons, CMT – Cheung's Meridian Therapy and PRO-TEKT: A Personal Protection Program.

## 이소룡 절권도와의 유대 관계
이소룡의 사후 영춘권의 기본 이론을 바탕으로 이소룡이 창시한 절권도의 대를 잇기 위해 이소룡의 제자들(대니 이노산토/Danny Inosanto와 테드옹/Ted Wong)은 정통 영춘권의 유일한 계승자인 장탁경과의 교류를 통해서 절권도의 완성을 시도했다.